# Station Wildervank
Station Wildervank (geografische afkorting Wdv) was in gebruik van 1 augustus 1910 tot 17 mei 1953.
Het stationsgebouw van het type tweede klasse van de NOLS is in 1909. Het was nauw verwant met de nog bestaande stations van Mariënberg(1905) en Hardenberg(1905) die eveneens werden ontworpen door de Amsterdamse architect 
Eduard Cuypers.
De lijn Stadskanaal-Zuidbroek ging op 17 mei 1953 dicht. Het stationsgebouw werd in 1970 gesloopt. Ten behoeve van de STAR museumspoorlijn is er in 1995 een nieuw perron gebouwd.
0: Stadskanaal ·
3: Stadskanaal Pekelderweg ·
6: Nieuwediep ·
9: Bareveld ·
12: Wildervank ·
15: Veendam ·
18: Meeden-Muntendam ·
22: Zuidbroek
Appingedam · 
Bad Nieuweschans ·
Baflo · 
Bedum · 
Delfzijl · 
-West · 
Eemshaven ·
Grijpskerk · 
Groningen · 
-Europapark ·
-Noord ·
Haren · 
Hoogezand-Sappemeer · 
Kropswolde · 
Loppersum · 
Martenshoek · 
Roodeschool · 
Sauwerd · 
Scheemda · 
Stedum · 
Uithuizen · 
Uithuizermeeden · 
Usquert · 
Veendam · 
Warffum · 
Winschoten · 
Winsum · 
Zuidbroek · 
Zuidhorn
Voormalige stations: zie de lijst van voormalige spoorwegstations in Groningen
1. ↑  Norbruis, Obbe (2025): Eduard Cuypers Leven & Werk. Hoe hij verdween uit onze architectuurgeschiedenis en zijn gehele oeuvre, Edam, LM Publishers, ISBN 9789460229527 blz. 110-111, 112-113, 137.